# Бернина (връх)
Вижте пояснителната страница за други значения на Бернина.
Бернина (Piz Bernina или Pizzo Bernina) е най-високият връх в Източните Алпи, единственият четирихилядник на изток от Рейн. Намира се в Ретийските Алпи, в едноименен масив, на границата между Швейцария и Италия и на вододелното било между водосборните басейни на Дунав и По. Точната му височина е 4048,6 м, докато другата връхна точка, известна с името Ла Спедла, достига 4020 м. Бернина е сред алпийските върхове с най-голяма относителна височина спрямо долините на север и на юг – тя достига 2230 м. Също така е много изолиран от други високи масиви. Отстоянието от Монблан е 138 км.
Върхът е покрит с вечни снегове, а в северното и южното му подножие са останали ледници – на юг по-малките Фелария и Шершен, на север дългият 4 км Мортерач. Мортерач е емблематичен за района и се свързва с името на върха.
Бернина е типичен карлинг с остър връх и тесни странични ръбове на изток и запад по билото. На север се спуска известният Бял ръб (Biancograt), по който минава традиционният маршрут до върха. Той е изпълнен с препятствия и може да бъде преминат само от професионални алпинисти. Започва от хижа Чиевра на 2584 м и по него се достига до връх Бианко (3995 м). Оттам се преминава през малка седловина на път към връхната точка. Друг популярен маршрут започва от хижа Диаволеца (2960 м) и минава през най-високата хижа в района – Марко и Роза (3609 м). Той включва пресичане на ледник и също е от висока трудност.
Първото изкачване е осъществено по източния ръб от швейцарския топограф Йохан Вилхелм Коац с двама местни придружители. Те достигат до върха на 13 септември 1850 г.